# 阿伽劳洛斯
阿伽劳洛斯（希臘語：Ἄγραυλος）是希腊神话中三个人物的名字。
- 雅典国王阿克泰乌斯（英语：Actaeus）的女儿
- 雅典国王凱克洛普斯的女儿
- 雅典国王厄瑞克透斯的女儿